# Kiscsehi, Zala
Kiscsehi  este un sat în districtul Letenye, județul Zala, Ungaria, având o populație de 169 de locuitori (2011). 

## Demografie
Componența etnică a satului Kiscsehi
     Maghiari (98,04%)
     Croați (1,96%)
Componența confesională a satului Kiscsehi
     Romano-catolici (71,6%)
     Fără religie (4,14%)
     Necunoscută (24,26%)
Conform recensământului din 2011, satul Kiscsehi avea 169 de locuitori. Din punct de vedere etnic, majoritatea locuitorilor (98,04%) erau maghiari, cu o minoritate de croați (1,96%).  Din punct de vedere confesional, majoritatea locuitorilor (71,6%) erau romano-catolici, cu o minoritate de persoane fără religie (4,14%). Pentru 24,26% din locuitori nu este cunoscută apartenența confesională.